# Skynyrd’s First and... Last
 Skynyrd’s First and… Last ist ein Album der US-amerikanischen Rockband Lynyrd Skynyrd, das 1978 bei MCA ein Jahr nach dem Flugzeugunglück der Gruppe, bei dem mehrere Mitglieder starben veröffentlicht wurde. 1998 wurde es überarbeitet und als Skynyrd’s First: The Complete Muscle Shoals Album herausgegeben.

## Hintergrund
Zwei Jahre bevor Lynyrd Skynyrd mit (Pronounced ’Lĕh-’nérd ’Skin-’nérd) ihr Debütalbum veröffentlichen sollten, wurde Jimmy Johnson, ein Produzent der Muscle Shoals Sound Studios in Muscle Shoals, Alabama aufgrund von früheren Demo-Aufnahmen auf die Gruppe aufmerksam und bot ihnen an, ein komplettes Studioalbum aufzuzeichnen. Die Recordingsessions fanden größtenteils im Juni 1971 statt, einige Lieder wurden erst 1972 aufgenommen. Jedoch wurde im Anschluss kein Plattenlabel gefunden, dass bereit war die Aufnahmen herauszugeben, so dass es zurückgestellt wurde. Als es dann 1978 zu einer Veröffentlichung unter dem Namen Skynyrd’s First and… Last nach dem Flugzeugunglück der Band kommen sollte, wurden die Lieder teilweise noch einmal leicht überarbeitet und ergänzt. Auf Skynyrd’s First: The Complete Muscle Shoals sind jedoch die originalen Versionen und die kompletten zu der Zeit gemachten Aufnahmen zu hören. Sowohl Rickey Medlocke als auch Greg T. Walker, die beide später mit der Band Blackfoot bekannt werden sollten, sind hier an den ursprünglichen Liedern beteiligt.

## Titelliste

### Skynyrd’s First and… Last
1. Down South Jukin’ (Gary Rossington, Ronnie Van Zant) – 2:12
2. Preacher’s Daughter (Rickey Medlocke, Ronnie Van Zant) – 3:39
3. White Dove (Rickey Medlocke) – 2:56
4. Was I Right or Wrong (Gary Rossington, Ronnie Van Zant) – 5:21
5. Lend a Helpin’ Hand (Gary Rossington, Allen Collins, Ronnie Van Zant) – 4:24
6. Wino (Allen Collins, Rickey Medlocke, Ronnie Van Zant) – 3:15
7. Comin’ Home (Allen Collins, Ronnie Van Zant) – 5:30
8. The Seasons (Rickey Medlocke) – 4:09
9. Things Goin’ On (Original Version) (Gary Rossington, Ronnie Van Zant) – 5:10[2]

### Skynyrd’s First: The Complete Muscle Shoals
1. Free Bird (Original Version) (Allen Collins, Ronnie Van Zant) – 7:26
2. One More Time (Original Version) (Gary Rossington, Ronnie Van Zant) – 5:04
3. Gimme Three Steps (Original Version) (Allen Collins, Ronnie Van Zant) – 4:09
4. Was I Right or Wrong? (Gary Rossington, Ronnie Van Zant) – 5:25
5. Preacher’s Daughter (Rickey Medlocke, Ronnie Van Zant) – 3:40
6. White Dove (Rickey Medlocke) – 2:58
7. Down South Jukin’ (Gary Rossington, Ronnie Van Zant) – 2:14
8. Wino (Original Version) (Allen Collins, Rickey Medlocke, Ronnie Van Zant) – 3:16
9. Simple Man (Original Version) (Gary Rossington, Ronnie Van Zant) – 5:25
10. Trust (Original Version) (Allen Collins, Ronnie Van Zant) – 4:14
11. Comin’ Home (Original Version) (Allen Collins, Ronnie Van Zant) – 5:30
12. The Seasons (Rickey Medlocke) – 4:11
13. Lend a Helpin’ Hand (Gary Rossington, Allen Collins, Ronnie Van Zant) – 4:22
14. Things Goin' On (Original Version) (Gary Rossington, Ronnie Van Zant) – 5:12
15. I Ain’t the One (Original Version) (Gary Rossington, Ronnie Van Zant) – 3:37
16. You Run Around (Rickey Medlocke) – 5:39
17. Ain’t Too Proud to Pray (Rickey Medlocke) – 5:26[3]

## Besetzung
- Ronnie Van Zant – Gesang
- Allen Collins – Gitarre
- Gary Rossington – Gitarre
- Jeff Conover – Gitarre, Mundharmonika
- Wayne Perkins – Gitarre
- Billy Powell – Keyboards
- Greg T. Walker – Bass
- Leon Wilkeson – Bass
- Ed King – Bass
- Rickey Medlocke – Gesang, Schlagzeug, Mandoline
- Bob Burns – Schlagzeug
- Cassie Gaines, JoJo Billingsley, Leslie Hawkins – Background Vocals
- Ronnie Eades – Saxophon
- Gimmer Nichols – Akustische Gitarre
- Randy McCormick – Mellotron
- Larry Junstrom – Bass

## Rezeption
- Der Musikjournalist Robert Christgau schrieb, dass er froh wäre dieses Album zu besitzen. Jedoch würde er von Lynyrd Skynyrd mehr erwarten als guten weißen Funk und zweitklassige Protestlieder. In der Bewertung vergab er ein B.[4]
- Auf AllMusic schrieb Stephen Thomas Erlewine, das Album wäre mehr als eine historische Merkwürdigkeit, aber nicht besonders viel mehr. Ohne die restlichen Veröffentlichungen der Band würde Skynyrd’s First and… Last als großartiges vergessenes Hardrockalbum gelten. Aber hinsichtlich der bedeutenderen anderen Aufnahmen der Gruppe wäre es nur eine Fußnote. In der Bewertung erhielt es drei von fünf Sternen.[5]
- Im Rolling Stone schrieb Dave Marsh Skynyrd’s First and… Last wäre nicht nur ein Relikt für Fans, sondern eins der besten Alben der Gruppe und verglich es mit deren beiden ersten Veröffentlichungen (Pronounced ’Lĕh-’nérd ’Skin-’nérd) und Second Helping. Mehr noch als That Smell oder Sweet Home Alabama wäre Was I right or wrong das perfekte Epitaph für Ronnie Van Zant und Lynyrd Skynyrd.[6]

## Kommerzieller Erfolg

### Chartplatzierungen
Skynyrd’s First and… Last erreichte Platz 15 der Billboard 200.
| ChartsChartplatzierungen       | Höchstplatzierung | Wochen |
| ------------------------------ | ----------------- | ------ |
| Vereinigte Staaten (Billboard) | 15 (18 Wo.)       | 18     |
| Vereinigtes Königreich (OCC)   | 50 (1 Wo.)        | 1      |

### Auszeichnungen für Musikverkäufe
Es wurde im September 1978 mit Gold und im November 1978 mit Platin von der RIAA ausgezeichnet.
| Land/Region               | Auszeichnungen für Musikverkäufe (Land/Region, Auszeichnung, Verkäufe) | Verkäufe  |
| ------------------------- | ---------------------------------------------------------------------- | --------- |
| Vereinigte Staaten (RIAA) | Platin                                                                 | 1.000.000 |
| Insgesamt                 | 1× Platin ·                                                            | 1.000.000 |